# Siergiej Sobolew (polityk)
Siergiej Michajłowicz Sobolew (ros. Сергей Миха́йлович Соболев, ur. 1900 we wsi Lubachowka w guberni kałuskiej, zm. 25 lutego 1939) – radziecki działacz partyjny i komsomolski.

## Życiorys
W 1917 sekretarz Socjalistycznego Związku Młodzieży Robotniczej w Piotrogrodzie, w 1918 organizator rejonowego komitetu Komsomołu w Piotrogrodzie i kierownik Wydziału Agitacji Piotrogrodzkiego Komitetu Komsomołu, od 1918 członek RKP(b). Od maja 1920 do 1921 oficer polityczny Armii Czerwonej, uczestnik wojny domowej, od 1921 kierownik wydziału Krymskiego Komitetu Obwodowego Komsomołu, do 1922 sekretarz odpowiedzialny Komitetu Okręgowego Komsomołu w Sewastopolu, 1922-1923 instruktor odpowiedzialny Wydziału Organizacyjnego KC Komsomołu. Do 1924 zastępca kierownika Wydziału Agitacyjno-Propagandowego KC Komsomołu Azerbejdżanu i sekretarz KC Komsomołu Azerbejdżanu, od lipca 1924 do 1925 sekretarz Syberyjskiego Krajowego Komitetu Komsomołu, od 17 marca 1925 do sierpnia 1928 członek Biura KC Komsomołu i jednocześnie od lipca 1925 do 1928 sekretarz KC Komsomołu. Od 31 grudnia 1925 do 2 grudnia 1927 członek Centralnej Komisji Kontrolnej WKP(b), od marca 1926 do sierpnia 1928 I sekretarz Komitetu Gubernialnego/Obwodowego Komsomołu w Leningradzie, 1926-1928 sekretarz Północno-Zachodniego Biura KC Komsomołu. Od 19 grudnia 1927 do 26 czerwca 1930 zastępca członka KC WKP(b), 1930-1931 kierownik Wydziału Organizacyjnego Piotrogrodzkiego Rejonowego Komitetu WKP(b) w Leningradzie, 1931-1934 sekretarz Piotrogrodzkiego Komitetu Rejonowego WKP(b) w Leningradzie, 1934-1937 I sekretarz Krasnogwardiejskiego Komitetu Rejonowego WKP(b) w Leningradzie. Od maja do lipca 1937 kierownik wydziału Komitetu Miejskiego WKP(b) w Leningradzie, od 21 lipca 1937 do 22 czerwca 1938 p.o. I sekretarza Krasnojarskiego Krajowego Komitetu WKP(b), od czerwca do października 1937 p.o. I sekretarza Dalekowschodniego Krajowego Komitetu WKP(b). Deputowany do Rady Najwyższej ZSRR 1 kadencji.
4 listopada 1938 aresztowany, 25 lutego 1939 skazany na śmierć przez Wojskowe Kolegium Sądu Najwyższego ZSRR "za kierowanie antyradziecką organizacją terrorystyczną prawicowców, niedoniesienie władzom o przygotowaniu zabójstwa Kirowa i szkodnictwo" i tego samego dnia rozstrzelany. 23 lutego 1956 pośmiertnie zrehabilitowany.